# Capataz (Semana Santa)

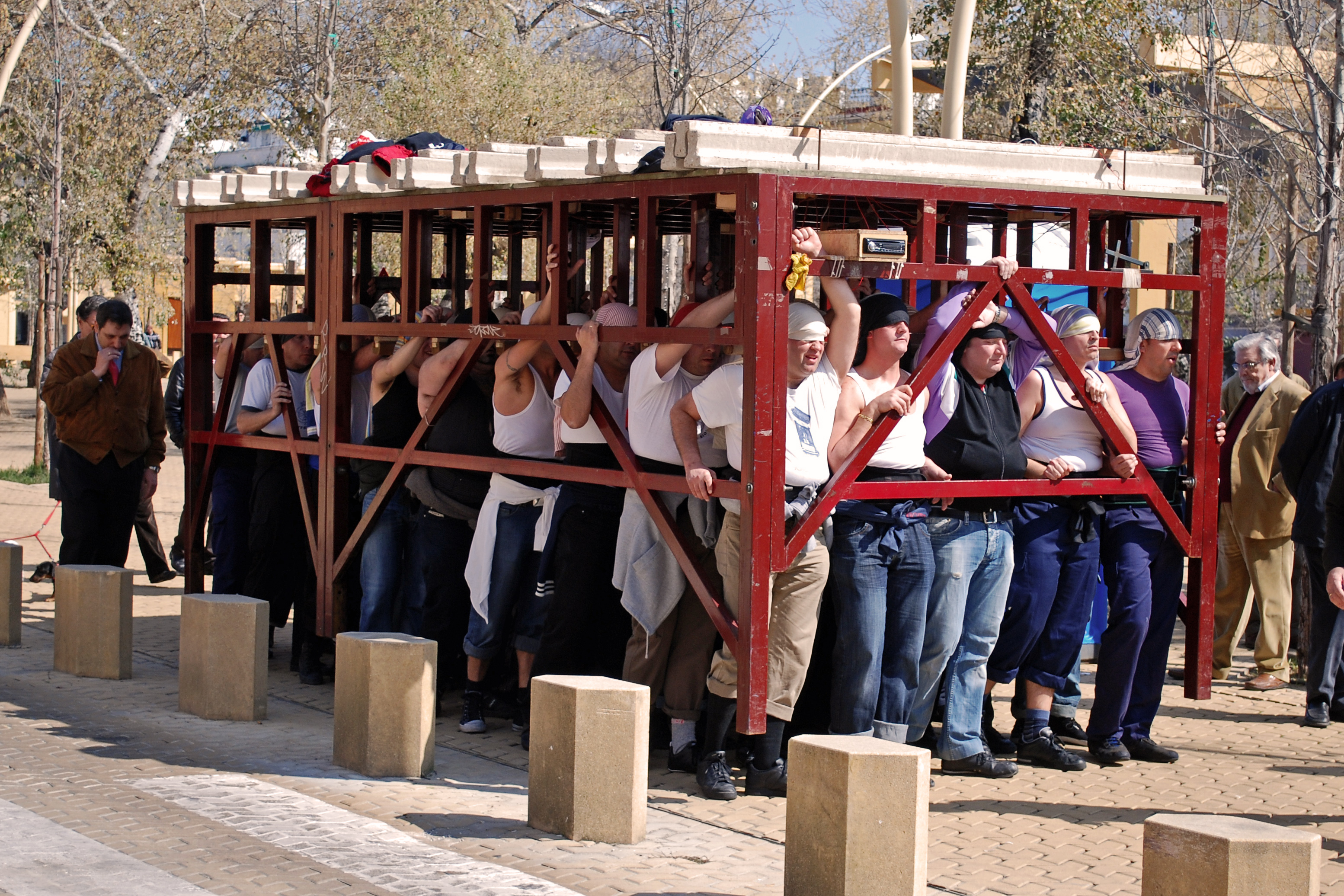
Ensayo de costaleros que ejecutan al unísono las indicaciones del capataz

El capataz es la persona responsable de conducir un paso durante las procesiones religiosas de muchos lugares de Andalucía (España).

## Características
Dirige una cuadrilla formada por un número variable de costaleros que ejecutan sus órdenes al unísono. Se le puede ver siempre en la parte delantera del paso, al cuidado del llamador con el que hace ejecutar sus indicaciones. Tiene además la responsabilidad de repartir a los costaleros según su altura en el paso.
A las órdenes del capataz puede existir un segundo capataz y los llamados contraguardas o contraguías que repiten sus indicaciones a los costaleros situados en la parte trasera de las andas. La función de estos auxiliares es muy importante, especialmente en los pasos de gran tamaño y cuando durante el recorrido es preciso atravesar calles pequeñas con distancias muy ajustadas.
En la Semana Santa de Málaga y otros lugares, los pasos reciben el nombre de tronos y el capataz no dirige a costaleros, sino a portadores u hombres de trono.
Antiguamente las hermandades contrataban a los capataces y a sus cuadrillas que cobraban un salario por salida procesional, aunque ya en los años 70 del siglo XX los costaleros profesionales se fueron sustituyendo paulatinamente por hermanos costaleros que no tenían relación laboral alguna con aquellos capataces.
Hay capataces famosos que han creado escuela y un estilo propio. Familias como los Ariza, los Santiago o los Villanueva. Manuel Bejarano (famoso por dirigir la cuadrilla que transporta los pasos del Gran Poder o La Lanzada en la Semana Santa de Sevilla), también Salvador Dorado "El Penitente", Rafael Franco, Manuel Santiago y muchos otros.
Además de este uso específico de la palabra, se designa genéricamente como capataz a la persona encargada de vigilar, controlar y dirigir a un grupo de trabajadores.